# Microcistina

Formula di struttura della microcistina-LR

Le microcistine o cianoginosine sono peptidi ciclici la cui sintesi è extraribosomiale; sono prodotte da alcuni tipi di cianobatteri, ad esempio Microcystis aeruginosa). Sono cianotossine che possono danneggiare anche gravemente gli organismi con cui entrano in contatto, sia vegetali che animali, inclusi gli esseri umani. Presentano una marcata epatotossicità, fungendo da inibitori nei riguardi di enzimi come le fosfatasi di tipo 1 e di tipo 2A; in alcuni animali la riduzione dell'effetto di questi enzimi può causare una pansteatite, cioè un'infiammazione generalizzata del tessuto adiposo corporeo. Possiedono inoltre un effetto carcinogenico a livello del fegato e del colon-retto.
Le microcistine sono formate da amminoacidi non proteinogenici, come il beta-amminoacido ADDA e alcuni derivati della deidroalanina.
La microcistina-LR è la maggiormente conosciuta tra tutte le microcistine; essa è studiata in campo chimico, farmacologico, biologico ed ecologico.